# 18789 Метзгер
18789 Метзгер (18789 Metzger) — астероїд головного поясу, відкритий 10 травня 1999 року.
Тіссеранів параметр щодо Юпітера — 3,575.